# WTA Tour 1976
Il WTA Tour 1976 è iniziato il 12 gennaio con il Virginia Slims of Houston e si è concluso il 1º gennaio 1977 con la finale del New South Wales Open.
Nel 1976 indipendentemente dai tornei del Grande Slam organizzati dall'ITF, la stagione dei tornei della WTA era divisa in 2 circuiti:
1. Da gennaio a metà aprile: le Virginia Slims Series disputate esclusivamente negli Stati Uniti che si concludeva con il Masters disputato dalle migliori giocatrici che avevano accumulato più punti in questa parte della stagione. Contemporaneamente si giocavano le Futures Series che comprendevano i tornei con montepremi di 10.000 $.
2. Da metà aprile a novembre: le Colgate Series disputate nei Paesi di tutto il resto del mondo.

Un certo numero di tornei non appartenevano a nessuno di questi due circuiti.

## Calendario

### Gennaio
| Settimana  | Torneo                                                                                 | Vincitrici                                   | Finaliste                                   | Semifinaliste | Eliminate ai quarti |
| ---------- | -------------------------------------------------------------------------------------- | -------------------------------------------- | ------------------------------------------- | ------------- | ------------------- |
| 12 gennaio | Virginia Slims of Houston 1976 Houston, Texas, USA Sintetico indoor Singolare - Doppio | Martina Navrátilová 6-3 6-4                  | Chris Evert                                 |               |                     |
| 12 gennaio | Virginia Slims of Houston 1976 Houston, Texas, USA Sintetico indoor Singolare - Doppio | Françoise Dürr Rosie Casals 6–0, 7–5         | Chris Evert Martina Navrátilová             |               |                     |
| 12 gennaio | Futures of St. Petersburg 1976 Saint Petersburg, USA Terra rossa Singolare - Doppio    | Regina Maršíková 6-2 6-3                     | Lynne Epstein                               |               |                     |
| 12 gennaio | Futures of St. Petersburg 1976 Saint Petersburg, USA Terra rossa Singolare - Doppio    | Ann Kiyomura Kristien Shaw-Kemmer 6-4 6-1    | Julie Anthony Peggy Michel                  |               |                     |
| 18 gennaio | Virginia Slims of Washington 1976 Washington, USA Sintetico indoor Singolare - Doppio  | Chris Evert 6-2 6-1                          | Virginia Wade                               |               |                     |
| 18 gennaio | Virginia Slims of Washington 1976 Washington, USA Sintetico indoor Singolare - Doppio  | Ol'ga Morozova Virginia Wade 7-6, 6-2        | Wendy Overton Mona Schallau Guerrant        |               |                     |
| 18 gennaio | Futures of Fort Myers 1976 Fort Myers, USA Terra rossa Singolare - Doppio              | Kathy May 5-7 6-3 6-1                        | Ann Kiyomura                                |               |                     |
| 18 gennaio | Futures of Fort Myers 1976 Fort Myers, USA Terra rossa Singolare - Doppio              | Rayni Fox Betsy Nagelsen 6-2 6-2             | Susie Mehmedbasich Marita Redondo           |               |                     |
| 25 gennaio | Virginia Slims of Chicago 1976 Chicago, USA Sintetico indoor Singolare - Doppio        | Evonne Goolagong Cawley 3-6 6-3 6-2          | Virginia Wade                               |               |                     |
| 25 gennaio | Virginia Slims of Chicago 1976 Chicago, USA Sintetico indoor Singolare - Doppio        | Ol'ga Morozova Virginia Wade 6–7, 6–4, 6–4   | Evonne Goolagong Cawley Martina Navrátilová |               |                     |
| 25 gennaio | Futures of McAllen 1976 McAllen, USA Cemento Singolare - Doppio                        | Greer Stevens 6-1 6-2                        | Joanne Russell                              |               |                     |
| 25 gennaio | Futures of McAllen 1976 McAllen, USA Cemento Singolare - Doppio                        | María-Isabel Fernández Mima Jaušovec 6-1 6-2 | Jenny Dimond-Gardiner Greer Stevens         |               |                     |

### Febbraio
| Settimana   | Torneo                                                                              | Vincitrici                                       | Finaliste                           | Semifinaliste | Eliminate ai quarti |
| ----------- | ----------------------------------------------------------------------------------- | ------------------------------------------------ | ----------------------------------- | ------------- | ------------------- |
| 3 febbraio  | Virginia Slims of Akron 1976 Akron, USA Sintetico indoor Singolare - Doppio         | Evonne Goolagong Cawley 6-2 3-6 6-2              | Virginia Wade                       |               |                     |
| 3 febbraio  | Virginia Slims of Akron 1976 Akron, USA Sintetico indoor Singolare - Doppio         | Brigette Cuypers Mona Schallau Guerrant 6–4, 7–6 | Glynis Coles-Bond Florența Mihai    |               |                     |
| 10 febbraio | Futures of Midland 1976 Midland, USA Cemento Singolare - Doppio                     | Marita Redondo 6-1 6-2                           | Dianne Fromholtz Balestrat          |               |                     |
| 10 febbraio | Futures of Midland 1976 Midland, USA Cemento Singolare - Doppio                     | Laura DuPont María-Isabel Fernández 6-3 6-2      | Susie Mehmedbasich Marita Redondo   |               |                     |
| 22 febbraio | Futures of Austin 1977 Austin, USA Cemento Singolare - Doppio                       | Janice Metcalf 6-4 7-6                           | Susie Mehmedbasich                  |               |                     |
| 22 febbraio | Futures of Austin 1977 Austin, USA Cemento Singolare - Doppio                       | Linky Boshoff Ilana Kloss 6-3 6-3                | Laura DuPont Betsy Nagelsen         |               |                     |
| 17 febbraio | Virginia Slims of Detroit 1976 Detroit, MI, USA Sintetico indoor Singolare - Doppio | Chris Evert 6-4 6-2                              | Rosie Casals                        |               |                     |
| 17 febbraio | Virginia Slims of Detroit 1976 Detroit, MI, USA Sintetico indoor Singolare - Doppio | Mona Schallau Guerrant Ann Kiyomura 6–3, 6–4     | Chris Evert Betty Stöve             |               |                     |
| 23 febbraio | Virginia Slims of Sarasota 1976 Sarasota, USA Sintetico indoor Singolare - Doppio   | Chris Evert 6-3 6-0                              | Evonne Goolagong Cawley             |               |                     |
| 23 febbraio | Virginia Slims of Sarasota 1976 Sarasota, USA Sintetico indoor Singolare - Doppio   | Martina Navrátilová Betty Stöve 6-1, 6-0         | Mona Schallau Guerrant Ann Kiyomura |               |                     |
| 29 febbraio | Futures of San Antonio 1976 San Antonio, USA Terra rossa Singolare - Doppio         | Linky Boshoff 6-3 7-5                            | Sue Stap                            |               |                     |
| 29 febbraio | Futures of San Antonio 1976 San Antonio, USA Terra rossa Singolare - Doppio         | Julie Anthony Helen Gourlay-Cawley 6-0 6-4       | Patricia Bostrom Wendy Turnbull     |               |                     |

### Marzo
| Settimana | Torneo                                                                                   | Vincitrici                                        | Finaliste                          | Semifinaliste | Eliminate ai quarti |
| --------- | ---------------------------------------------------------------------------------------- | ------------------------------------------------- | ---------------------------------- | ------------- | ------------------- |
| 1º marzo  | Virginia Slims of California 1976 San Francisco, USA Sintetico indoor Singolare - Doppio | Chris Evert 7-5 7-6 (5-2)                         | Evonne Goolagong Cawley            |               |                     |
| 1º marzo  | Virginia Slims of California 1976 San Francisco, USA Sintetico indoor Singolare - Doppio | Billie Jean King Betty Stöve 6–4, 6–1             | Rosie Casals Françoise Dürr        |               |                     |
| 8 marzo   | Futures of Tallahassee 1976 Tallahassee, USA Terra rossa Singolare - Doppio              | Dianne Fromholtz Balestrat 6-2 6-4                | María-Isabel Fernández             |               |                     |
| 8 marzo   | Futures of Tallahassee 1976 Tallahassee, USA Terra rossa Singolare - Doppio              | Julie Anthony Dianne Fromholtz Balestrat 6-2 7-5  | Virginia Ruzici Mariana Simionescu |               |                     |
| 15 marzo  | Virginia Slims of Dallas 1976 Dallas, USA Sintetico indoor Singolare - Doppio            | Evonne Goolagong Cawley 6-1 6-1                   | Martina Navrátilová                |               |                     |
| 15 marzo  | Virginia Slims of Dallas 1976 Dallas, USA Sintetico indoor Singolare - Doppio            | Mona Schallau Guerrant Ann Kiyomura 6–3, 4–6, 6–4 | Marita Redondo Greer Stevens       |               |                     |
| 21 marzo  | Futures of Ocala 1976 Ocala, USA Singolare - Doppio                                      | Laura DuPont 6-4 6-4                              | Regina Maršíková                   |               |                     |
| 21 marzo  | Futures of Ocala 1976 Ocala, USA Singolare - Doppio                                      | Rayni Fox Betsy Nagelsen 6-1 6-3                  | Julie Anthony Laura DuPont         |               |                     |
| 22 marzo  | Virginia Slims of Boston 1976 Boston, USA Sintetico indoor Singolare - Doppio            | Evonne Goolagong Cawley 6-2 6-0                   | Virginia Wade                      |               |                     |
| 22 marzo  | Virginia Slims of Boston 1976 Boston, USA Sintetico indoor Singolare - Doppio            | Mona Schallau Guerrant Ann Kiyomura 3–6, 6–1, 7–5 | Rosie Casals Françoise Dürr        |               |                     |
| 22 marzo  | Futures of Pensacola 1976 Pensacola, USA Terra rossa Singolare - Doppio                  | Janice Metcalf 7-6 6-2                            | Linda Thomas                       |               |                     |
| 22 marzo  | Futures of Pensacola 1976 Pensacola, USA Terra rossa Singolare - Doppio                  | Linky Boshoff Ilana Kloss                         | Brigette Cuypers Renáta Tomanová   |               |                     |
| 29 marzo  | Virginia Slims of Philadelphia 1976 Filadelfia, USA Sintetico indoor Singolare - Doppio  | Evonne Goolagong Cawley 6-3 7-6 (5-3)             | Chris Evert                        |               |                     |
| 29 marzo  | Virginia Slims of Philadelphia 1976 Filadelfia, USA Sintetico indoor Singolare - Doppio  | Billie Jean King Betty Stöve 7-6, 6-4             | Rosie Casals Françoise Dürr        |               |                     |

### Aprile
| Settimana | Torneo                                                                        | Vincitrici                          | Finaliste    | Semifinaliste | Eliminate ai quarti |
| --------- | ----------------------------------------------------------------------------- | ----------------------------------- | ------------ | ------------- | ------------------- |
| 4 aprile  | Futures Championships 1976 Hilton Head, USA Terra rossa Singolare             | María-Isabel Fernández 6-4 6-4      | Laura DuPont |               |                     |
| 12 aprile | Virginia Slims Championships 1976 Los Angeles, USA Sintetico indoor Singolare | Evonne Goolagong Cawley 6-3 5-7 6-3 | Chris Evert  |               |                     |

### Maggio
Nessun evento

### Giugno
Nessun evento

### Luglio
Nessun evento

### Agosto
Nessun evento

### Settembre
Nessun evento

### Ottobre
| Settimana  | Torneo                                                                  | Vincitrici                               | Finaliste                    | Semifinaliste | Eliminate ai quarti |
| ---------- | ----------------------------------------------------------------------- | ---------------------------------------- | ---------------------------- | ------------- | ------------------- |
| 17 ottobre | WTA Congoleum Classic 1976 Palm Springs, USA Cemento Singolare - Doppio | Chris Evert 6-1 6-2                      | Françoise Dürr               |               |                     |
| 17 ottobre | WTA Congoleum Classic 1976 Palm Springs, USA Cemento Singolare - Doppio | Chris Evert Martina Navrátilová 6-2, 6-4 | Billie Jean King Betty Stöve |               |                     |

### Novembre
| Settimana   | Torneo                                                                          | Vincitrici                               | Finaliste                        | Semifinaliste | Eliminate ai quarti |
| ----------- | ------------------------------------------------------------------------------- | ---------------------------------------- | -------------------------------- | ------------- | ------------------- |
| 1º novembre | Bremar Cup 1976 Londra, Gran Bretagna Sintetico indoor Singolare - Doppio       | Virginia Wade 6-2 6-2                    | Chris Evert                      |               |                     |
| 1º novembre | Bremar Cup 1976 Londra, Gran Bretagna Sintetico indoor Singolare - Doppio       | Virginia Wade Betty Stöve 6-3, 2-6, 6-3  | Rosie Casals Chris Evert         |               |                     |
| 22 novembre | South African Open 1976 Johannesburg, Sudafrica Cemento Singolare - Doppio      | Brigette Cuypers 6-7 6-4 6-1             | Laura DuPont                     |               |                     |
| 22 novembre | South African Open 1976 Johannesburg, Sudafrica Cemento Singolare - Doppio      | Laura DuPont Valerie Ziegenfuss 6-1 6-4  | Yvonne Vermaak Elizabeth Vlotman |               |                     |
| 29 novembre | WTA Sydney 1976 (Colgate Sydney Open) Sydney, Australia Erba Singolare - Doppio | Martina Navrátilová 7-5, 6-2             | Betty Stöve                      |               |                     |
| 29 novembre | WTA Sydney 1976 (Colgate Sydney Open) Sydney, Australia Erba Singolare - Doppio | Martina Navrátilová Betty Stöve 6-3, 7-5 | Françoise Dürr Ann Kiyomura      |               |                     |

### Dicembre
| Settimana   | Torneo                                                                    | Vincitrici                                   | Finaliste                                  | Semifinaliste | Eliminate ai quarti |
| ----------- | ------------------------------------------------------------------------- | -------------------------------------------- | ------------------------------------------ | ------------- | ------------------- |
| 6 dicembre  | Sunsmart Victorian Open 1976 Melbourne, Australia Erba Singolare - Doppio | Margaret Smith-Court 6-2 6-2                 | Sue Barker                                 |               |                     |
| 6 dicembre  | Sunsmart Victorian Open 1976 Melbourne, Australia Erba Singolare - Doppio | Margaret Smith-Court Betty Stöve 6-2, 6-4    | Linky Boshoff Ilana Kloss                  |               |                     |
| 26 dicembre | New South Wales Open 1976 Sydney, Australia Erba Singolare - Doppio       | Kerry Melville Reid 3-6 6-2 6-3              | Dianne Fromholtz Balestrat                 |               |                     |
| 26 dicembre | New South Wales Open 1976 Sydney, Australia Erba Singolare - Doppio       | Helen Gourlay-Cawley Betsy Nagelsen 6-4, 6-1 | Dianne Fromholtz Balestrat Renáta Tomanová |               |                     |